# Bo Hertzman-Ericson
Bo Vidar Hertzman-Ericson, född 22 februari 1903 i Sandhems församling, Skaraborgs län, död 1977 i Saltsjöbaden, var en svensk ingenjör. Han var gift med psykologen Merit Hertzman-Ericson och far till konstnären Li Hertzman-Ericson.
Hertzman-Ericson, som var son till ingenjör Olof Ericson och författaren Gurli Hertzman-Ericson, avlade studentexamen i Stockholm och utexaminerades från Kungliga Tekniska högskolan 1929. Han var tillförordnad byråingenjör vid Stockholms stads gatukontor, senare förste ingenjör vid generalplaneberedningen i Stockholms stad och slutligen överingenjör där.